# Conistra scortea
Conistra scortea là một loài bướm đêm trong họ Noctuidae.